# Carla Anderson Hills

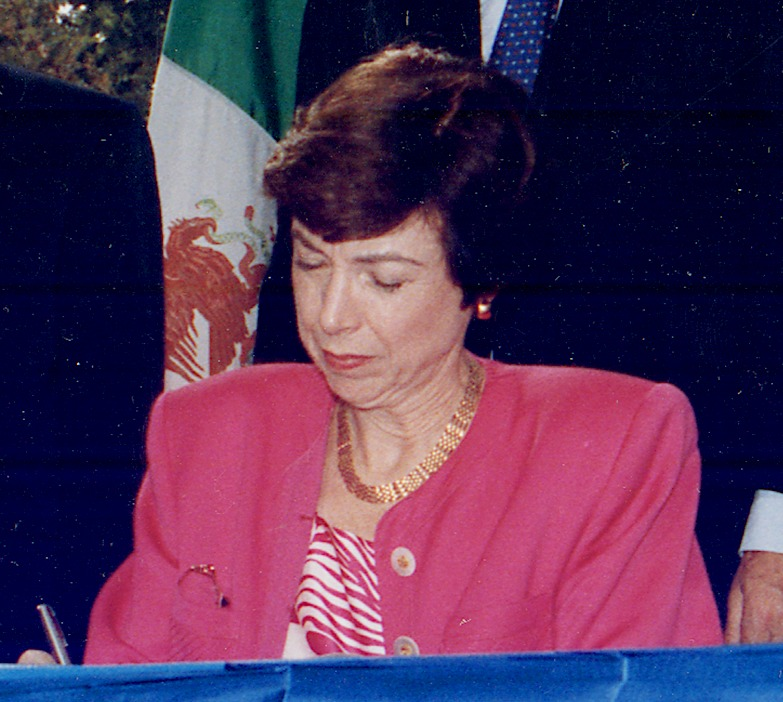
Carla Anderson Hills

Carla Anderson Hills (* 3. Januar 1934 in Los Angeles, Kalifornien) ist eine US-amerikanische Hochschullehrerin, Politikerin und Managerin.

## Biografie

### Bauministerin und Handelsvertreterin der US-Regierung
Nach dem Schulbesuch studierte sie zunächst am St Hilda’s College der Universität Oxford und danach an der Stanford University, an der sie 1955 einen Bachelor of Arts (A.B.) erwarb. Danach studierte sie die Rechtswissenschaften an der Yale Law School und schloss dieses Studium 1958 mit einem Bachelor of Laws (LL.B.) ab. 1959 erhielt sie ihre Zulassung zur Rechtsanwältin in Kalifornien und war zwischen 1962 und 1974 als Anwältin in der Kanzlei Munger, Tolles, Hills & Rickershauser als Partner tätig. 1972 wurde sie daneben zur Professorin an die University of California in Los Angeles berufen; seit 1974 ist sie auch Kuratorin des Pomona College. Außerdem ist sie seit 1974 Mitglied des American Law Institute sowie der Amerikanischen Anwaltsstiftung (American Bar Foundation).
1974 wurde sie Assistentin des US-Justizministers (United States Attorney General) für Zivilrecht (Civil Division). Am 10. März 1975 erfolgte ihre Berufung zur Ministerin für Wohnungsbau und Stadtentwicklung (Secretary of Housing and Urban Development) durch US-Präsident Gerald Ford, dessen Kabinett sie bis zum Ende von Fords Amtszeit am 20. Januar 1977 angehörte.
Anschließend schied sie aus der Politik aus und wurde Rechtsanwältin in der Kanzlei Latham & Watkins, einer Sozietät mit rund 1800 Rechtsanwälten in zwölf Städten mit Hauptsitz in Los Angeles. 1989 wurde sie von Präsident George Bush als Handelsvertreterin der Vereinigten Staaten erneut in die Regierung berufen und gehörte dieser bis zum Ende von Bushs Amtszeit am 20. Januar 1993 an.

### Tätigkeiten in Unternehmen
Carla Hills schied 1993 endgültig aus der Regierungspolitik aus und ging anschließend in die Privatwirtschaft, wo sie zunächst 1993 bis 2000 Vorstandsmitglied der Chevron Corporation war und zugleich seit 1996 von Lucent Technologies. Zwischen 2000 und 2003 war sie auch Vorstandsmitglied von Chevron Texaco sowie 2001 bis 2006 der American International Group sowie von Time Warner. Zeitweise war sie auch Vorstandsmitglied von American Airlines sowie IBM und ist seit 2007 Mitglied des Vorstandes von Gilead Sciences.
Daneben ist sie Stellvertretende Vorsitzende des Beratungsgremiums für Rechtspolitik des American Enterprise Institute, Stellvertretende Vorsitzende des Internationalen Beratungsgremiums des Center for Strategic and International Studies, Mitglied des Kuratoriums des Council on Foreign Relations sowie mehrerer anderer Institute und Stiftungen.
Carla Hills war von 1958 bis zu seinem Tod, Ende Oktober 2014, mit Roderick M. Hills verheiratet, der 1975 bis 1977 Vorsitzender der US-Börsenaufsichtsbehörde United States Securities and Exchange Commission (SEC) war.

## Würdigung
1975 wurde Carla Hills vom Time Magazine als Person of the Year geehrt. Diese Würdigung galt allerdings nicht speziell ihrer Person, sondern den amerikanischen Frauen allgemein. Stellvertretend wurden neben der damaligen Ministerin noch Betty Ford, Ella T. Grasso, Barbara Jordan, Susie Sharp, Jill Conway, Billie Jean King, Susan Brownmiller, Addie L. Wyatt, Kathleen Byerly, Carol Sutton und Alison Cheek herausgehoben.